# R.A.C.L.A.
R.A.C.L.A. (Rime Alese Care Lovesc Adânc) a fost una dintre cele mai vechi formații de Hip hop din România. Înființată în 1993 de frații Călin și Dan Ionescu (cunoscuți inițial ca Krash-X și Big Demo, iar apoi sub pseudonimele Rimaru și Clonatu'), aceasta a lansat primul album de hip hop din România în 1995, intitulat Rap-Sodia efectului defectului, pe atuncia abrevierea "R.A.C.L.A." venind de la "Rapper Albi Concep Legal Avertismente", așa cum scrie și pe coperta albumului.
RACLA e o trupă apreciată și de cunoscătorii hardcore, pentru că e un tehnician la microfon, și de publicul larg, că are destule hituri. Asta pentru că Rimaru se consideră un antreprenor, care știe bine că e un produs care trebuie vândut. Experiența de 15 ani din publicitate l-a făcut să vadă pragmatic toată chestia asta. Spre deosebire de alți MC, care sunt prea ancorați în ideea că underground-ul e pita, sau ăia care își vând sufletul pentru un videoclip la televizor, Rimaru a reușit să împace cele două medii.
Al doilea album creat a fost Incursiune în real (1996), însă nu a fost lansat niciodată. Singura piesă apărută de pe acel album este "Certitudine-n Deces", publicată în compilația "MARPHA-Romanian HipHop". În anul următor, a apărut albumul Cei care te calcă pe cap, considerat la vremea respectivă cel mai bun album de hip-hop al anului. Acest album oferea câteva melodii inedite, printre care și o colaborare cu trupa rock Cargo, dar și piesa "Zecimale" - un atac direct la adresa unor trupe precum B.U.G. Mafia sau Paraziții. În 1998, Clonatu' a decis să părăsească cariera muzicală, astfel că albumul Rime de bine este un album solo al lui Rimaru. Și acest album a avut un succes deosebit la public.
În anul 1999, a apărut maxi-single-ul "Nu mă uita", o colaborare cu Anda Adam; se pare că odată cu acest maxi-single a început declinul trupei. Anul 2000 aduce albumul Plus Infinit, în care sunt aduse omagii trupei B.U.G. Mafia, dar și unor foști membri ai Sindicatului R.A.N.-S., Vexxatu Vexx și Deceneu. În anul 2001 apare E.P.-ul "Pătratul Roșu", considerat cel mai slab material scos de trupă după maxi-single-ul "Nu mă uita" din 1999.
În 2001, Nicolae Guță lansează albumul "Comando", în care îl are ca invitat pe Voda (Rimaru) (R.A.C.L.A.). Albumul conține 10 piese, toate cu Voda (Rimaru), versurile lui Voda (Rimaru) sunt de rap/hip-hop, iar versurile lui Guță sunt de manele.

În 2007, Rimaru s-a reunit cu unii dintre membrii R.A.N.-S. pentru apariția mult așteptatului album "R.A.N.-S.".
Unul dintre cei mai mari MC din România, Rimaru (Călin Ionescu), a pus bazele formației R.A.C.L.A. împreună cu fratele său Clonatu' în 1993. 
În 2014, R.A.C.L.A. revine cu un nou single, "Ține-te de ea", iar din trupa mai face parte doar Rimaru.

## Discografie
| Data realizării | Titlul                         | Casa de discuri          |
| --------------- | ------------------------------ | ------------------------ |
| mai 1995        | Rap-Sodia Efectului Defectului | Kromm Studio, Amma Sound |
| 1996            | Incursiune In Real             | Nelansat                 |
| iulie 1997      | Cei Care Te Calcă Pe Cap       | East & Art               |
| noiembrie 1998  | Rime De Bine                   | A&A Records              |
| mai 1999        | Nu Mă Uita                     | A&A Records              |
| iunie 2000      | Plus Infinit                   | A&A Records              |
| iunie 2001      | Pătratul Roșu                  | A&A Records              |
| 2004            | ElectroShock                   | Nelansat                 |
| 2005            | DEXteritate                    | Roton / R.U.L.           |
| octombrie 2016  | Raport Major                   | MediaPro Music           |

### Rap-Sodia efectului defectului
Rap-sodia efectului defectului, lansat în 1995, a fost primul album de muzică hip-hop din România.
| #  | Titlu                   | Durată |
| -- | ----------------------- | ------ |
| 1  | Intro                   |        |
| 2  | Probleme Majore         |        |
| 3  | Jungla Din Stradă       |        |
| 4  | Nu Mai Vrem Să Răbdați  |        |
| 5  | Moțiune De Cenzură      |        |
| 6  | Război = Orori Si Crimă |        |
| 7  | Vis Ucigaș              |        |
| 8  | Efectul Defectului      |        |
| 9  | Hip-Hip Ura!            |        |
| 10 | Stil Rău                |        |
| 11 | Canalu' Lu' Neluțu      |        |
| 12 | Mahala                  |        |
| 13 | Pentru Paray            |        |
| 14 | Outro                   |        |

### Incursiune în real
Incursiune în real este un proiect de album R.A.C.L.A. pe care trebuiau să apară și membrii grupării R.A.N.-S. de la acea vreme (R.A.C.L.A., Paraziții, Da Hood Justice & Klansmen)
| # | Titlu                                                            | Durată |
| - | ---------------------------------------------------------------- | ------ |
| 1 | Incursiune În Real                                               |        |
| 2 | Canalu' Lu' Neluțu' (Remix)                                      |        |
| 3 | Certitudine`n Deces                                              |        |
| 4 | Chiar Ca Șoapta-n Galos Mimez Gris Cu Lapte (cu Cheloo & DJ Yes) |        |
| 5 | R.A.N.-S. Partea 1 (cu R.A.N.-S.)                                |        |
| 6 | Hip-Hip Ura! (Remix)                                             |        |

### Cei care te calcă pe cap
Cei Care Te Calcă Pe Cap unul din cele mai bune albume R.A.C.L.A. , lansat în 1997 , pe acesta se pot observa mai multe colaborări cu membrii Sindicatului R.A.N.-S..
Prima parte a albumului Delirium Tremens conține piese puțin macabre ce caracterizează nivelul de trai din România și critică clasa politică , iar partea a doua Haloi Pentru Smardoi prezintă o mini-istorie a hip-hop-ului românesc de la început, piesa Zecimale este o "dedicație" către trupele B.U.G. Mafia și Paraziții (ex: R.A.N.-S.) care ar fi intrat în industrie pentru sporirea veniturilor și nu pentru a cânta din plăcere.
| #  | Titlu                                   | Durată |
| -- | --------------------------------------- | ------ |
| 1  | Suferinzi                               |        |
| 2  | Templul Suferinței                      |        |
| 3  | Recidiviști (cu R.A.N.-S.)              |        |
| 4  | Ologii Mintali                          |        |
| 5  | Skit                                    |        |
| 6  | Meloterapie La Nevroticul Anxios        |        |
| 7  | E Foamete                               |        |
| 8  | Anarhia (cu Cargo)                      |        |
| 9  | Cei Care Te Calcă Pe Cap (cu R.A.N.-S.) |        |
| 10 | Estenest                                |        |
| 11 | Zecimale (cu R.A.N.-S.)                 |        |
| 12 | Aducere Aminte                          |        |
| 13 | La Fix                                  |        |
| 14 | Zero                                    |        |
| 15 | Lucidarta                               |        |

### Rime De Bine
“Rime de bine” este cel de-al 3-lea album oficial al trupei R.A.C.L.A. (gresit spus trupa, deoarece Clonatu’ decide sa abandozene R.A.C.L.A., astfel Rimaru scoate albumul de unul singur) si a fost lansat in data de 12 noiembrie 1998, prin A&A Records, pe CD si Caseta, invitati pe album sunt R.A.N.-S. (Getto Dacii, Da Hood Justice & Delikt), Brugner (Delikt), Stoe Toxxic (Da Hood Justice), Piele (Getto Dacii), Capuccino, Vexxatu' Vexx (Delikt) si Nai'gh'ba (Da Hood Justice).
| #  | Titlu                                       | Durată |
| -- | ------------------------------------------- | ------ |
| 1  | Prolog                                      | 1:06   |
| 2  | Rimedebine (cu R.A.N.-S.)                   | 5:26   |
| 3  | Marele Caft                                 | 4:03   |
| 4  | Regula De Aur (cu Brugner & Stoe Toxxic)    | 3:37   |
| 5  | Adeva M.C. (cu Vax 187, Perfuzzii & Mamaee) | 2:03   |
| 6  | Jazz Post Scriptum                          | 4:02   |
| 7  | Nea Suciu (cu Piele)                        | 4:04   |
| 8  | Gaudeamus                                   | 3:32   |
| 9  | Belele (cu Capuccino)                       | 4:05   |
| 10 | Dinastia R.A.N.-S.                          | 3:41   |
| 11 | Gara De Nord (cu Vexxatu' Vexx)             | 4:10   |
| 12 | Ochi Pentru Dinte                           | 2:42   |
| 13 | Viața Ca-n Filme (cu Nai'gh'ba)             | 3:56   |
| 14 | Bwukhale                                    | 2:52   |
| 15 | Orice Laș                                   | 4:11   |
| 16 | Strict                                      | 4:43   |

### Nu mă uita
Nu mă uita este un maxi-single R.A.C.L.A. în colaborare cu Anda Adam ce a fost lansat în 1999.
| # | Titlu                            | Durată |
| - | -------------------------------- | ------ |
| 1 | Nu Mă Uita (feat. Anda Adam)     | 3:58   |
| 2 | Fiesta (feat. Anda Adam)         | 4:06   |
| 3 | Freestyle                        | 3:22   |
| 4 | Fiesta (feat. Anda Adam) (Remix) | 5:40   |

### Plus infinit
Plus Infinit albumul R.A.C.L.A. lansat în anul 2000, este unul din cele mai bune albume ale formației de la plecarea fratelui lui Rimaru din trupă, pe acest album sunt aduse mai multe omagii unor foști membrii din gruparea R.A.N.-S. (Deceneu' si Vexxatu' Vexx), dar și trupei B.U.G. Mafia, Piesa Cântăreții De Rap beneficiază de videoclip, si invitati pe acest album sunt L Doktor (DOC), Inspectoru', Escobar (Vlad Dobrescu), Brugner, Connect-R, Nai'gh'ba, Stoe Toxxic si DJ Wiz.
| #  | Titlu                                                 | Durată |
| -- | ----------------------------------------------------- | ------ |
| 1  | Loja Cameleonului                                     | 1:41   |
| 2  | Cu Ochii Larg Închiși                                 | 4:04   |
| 3  | Plus Infinit                                          | 3:52   |
| 4  | Ciorănie                                              | 1:17   |
| 5  | Zmeul Zmeilor                                         | 3:50   |
| 6  | 1-2, 2-10 (cu L Doktor)                               | 4:07   |
| 7  | Kick Ass                                              | 0:46   |
| 8  | Cunoașterea De Sine (cu Inspectoru')                  | 3:45   |
| 9  | Frânturi De Ego                                       | 3:10   |
| 10 | DJ Wiz Skit                                           | 1:17   |
| 11 | Old School                                            | 3:29   |
| 12 | Surprins În Fapt                                      | 0:53   |
| 13 | Cântăreții De Rap                                     | 3:51   |
| 14 | Preludiu                                              | 1:22   |
| 15 | Original American Cauciucat                           | 4:13   |
| 16 | Fără Nume (cu L Doktor, Escobar, Brugner & Connect-R) | 3:50   |
| 17 | Interludiu                                            | 1:53   |
| 18 | Ochii din sertar (cu Nai'gh'ba & Stoe Toxxic)         | 3:08   |
| 19 | Postludiu                                             | 1:05   |
| 20 | Probleme Psihonotorii                                 | 4:35   |
| 21 | Exit                                                  | 0:28   |

### Pătratul Roșu
“Patratul Rosu” este cel de-al 5-lea album al trupei R.A.C.L.A. (membrii pe acest al 5-lea album sunt doar Rimaru si K-Gula, DJ Dox parasind trupa) si a fost lansat in data de 30 iunie 2001, prin A&A Records, pe CD si Caseta, s-a realizat si un videoclip la piesa “7 Seri”, regizat de Marin Dinescu. Pentru marea parte a fanilor, “Patratul Rosu” este cel mai slab album al trupei, dupa acest album, K-Gula abandoneaza trupa, invitati pe acest album sunt Alice (Open), Raluca (Nitro), Ana-Maria (Demmo), C.T.C. si Connect-R (VeritaSaga).
| # | Titlu                                      | Durată |
| - | ------------------------------------------ | ------ |
| 1 | 7 Seri (cu Alice)                          | 3:29   |
| 2 | Viagrap                                    | 3:42   |
| 3 | Texte (cu Raluca)                          | 3:58   |
| 4 | Original American Cauciucat (Remix)        | 3:45   |
| 5 | Pătratul Roșu                              | 3:22   |
| 6 | Orice Poate Are Fii (cu Ana-Maria)         | 3:44   |
| 7 | Comunicat De Presă (cu C.T.C. & Connect-R) | 3:24   |
| 8 | Ultima Oară (cu Raluca)                    | 3:34   |
| 9 | Asul De Caro                               | 2:00   |

### ElectroShock
ElectroShock este un album R.A.C.L.A. lucrat în 2001-2004, dar care nu a fost niciodată lansat, membrii trupei erau Rimaru, Connect-R si DJ Swamp, Electroshock a circulat multa vreme in format mp3, ulterior i s-a schimbat numele in DEXteritate, majoritatea track-urilor vechi aparand in variante modificate, invitati pe acest album sunt VeritaSaga.
| # | Titlu                              | Durată |
| - | ---------------------------------- | ------ |
| 1 | Forme Și Schimbări (cu VeritaSaga) | 4:19   |
| 2 | O Copie                            | 5:26   |
| 3 | Stai Jos                           | 3:57   |
| 4 | Starea Națiunii                    | 3:55   |
| 5 | Saga Culturii                      | 4:08   |
| 6 | Sub Sol FA                         | 3:32   |
| 7 | ElectroShock                       | 3:16   |
| 8 | Lingvistica                        | 3:53   |

### DEXteritate
DEXteritate, este cel de-al 6-lea album oficial al trupei R.A.C.L.A. si a fost lansat in februarie 2005, prin Roton, noul membru oficial al trupei fiind Connect-R. invitati pe acest album sunt InstrUMAN, Dee, VeritaSaga, Matteo, Krueger si AndreEA.
| #  | Titlu                              | Durată |
| -- | ---------------------------------- | ------ |
| 1  | TranSForm (cu InstrUMAN)           | 1:15   |
| 2  | Care-i Mișcarea                    | 3:56   |
| 3  | DEXteritate                        | 3:45   |
| 4  | R-ego                              | 1:48   |
| 5  | 2 În 1 (cu Dee)                    | 2:53   |
| 6  | Oferta MC Donald (cu InstrUMAN)    | 3:47   |
| 7  | Forme Și Schimbări (cu VeritaSaga) | 3:51   |
| 8  | Alb Și Negru                       | 3:33   |
| 9  | 1, 2, 3 (cu Matteo & Krueger)      | 3:26   |
| 10 | De Rulat                           | 3:20   |
| 11 | Casa De Copii                      | 3:00   |
| 12 | In Da Haos (cu InstrUMAN)          | 1:48   |
| 13 | O Lacrimă Pentru Pământ            | 3:46   |
| 14 | Malpraxis                          | 3:26   |
| 15 | Sub Sol E Fa                       | 3:25   |
| 16 | Lunetistu                          | 2:47   |
| 17 | Starea Națiunii                    | 3:00   |
| 18 | Stai Jos                           | 3:28   |
| 19 | Tema                               | 3:15   |
| 20 | Tu N-ai (cu AndreEA)               | 2:53   |
| 21 | 4LMNT (cu InstrUMAN)               | 2:00   |
| 22 | Lingvistica                        | 3:26   |
| 23 | . (cu InstrUMAN)                   | 1:20   |

"Raport Major" este cel de-al 9-lea album R.A.C.L.A., membrii trupei este doar Rimaru, dupa plecarea lui Connect-R, albumu' este disponibil pe Zonga din 10 octombrie 2016, lansarea având loc în data de 16 octombrie 2016, invitati pe acest album sunt Boka, Vlad Dobrescu (C.T.C.), Cedry2k, MoN3, Pekichu, Pietonu', Vali Martor, Funktasztikus (Ungaria), ALAN & KEPA, DJ Semplaru' si DJ Oldskull (OkapiSound).
| #  | Titlu                                       | Durata |
| -- | ------------------------------------------- | ------ |
| 1  | Frecvența Cenușie / A Noua Venire           | 2:03   |
| 2  | Clasici                                     | 3:02   |
| 3  | Universuri (cu Boka)                        | 3:01   |
| 4  | Bagabonți (cu Vlad Dobrescu)                | 3:29   |
| 5  | Șaga (Skit)                                 | 0:55   |
| 6  | Poziția Umilului (cu Cedry2k)               | 2:53   |
| 7  | Prea Ușor (cu MoN3 & Pekichu)               | 4:16   |
| 8  | Imaculatele concepte: Șaga                  | 3:32   |
| 9  | Câmp De Război                              | 3:28   |
| 10 | Resuscitare (cu Pietonu' & Vali Martor)     | 3:49   |
| 11 | Ține-Te De Ea                               | 3:09   |
| 12 | Imaculatele Concepte: Lauri                 | 4:14   |
| 13 | FAQ You                                     | 3:32   |
| 14 | Supra                                       | 3:12   |
| 15 | Mach Check (cu Funktasztikus & ALAN & KEPA) | 4:19   |
| 16 | De Cadență                                  | 1:39   |

In 2001 Nicolae Guta lanseaza albumu' "Comando", in care il are invitat pe Voda (Rimaru) (R.A.C.L.A.), albumu' are 10 piese si toate cu Voda (Rimaru), versurile lui Voda (Rimaru) sunt Rap / Hip-Hop, iar versurile lui Guta sunt Manele.
| #  | Titlu                                    | Durata |
| -- | ---------------------------------------- | ------ |
| 1  | Alerg Noapte, Alerg Zi (cu Voda)         |        |
| 2  | Comando (cu Voda)                        |        |
| 3  | Aseara M-am Imbatat (cu Voda)            |        |
| 4  | Am Pistol Si Celular (cu Voda)           |        |
| 5  | Sa Joace Nevasta Mea (cu Voda)           |        |
| 6  | De Esti Smecher Cand N-ai Bani (cu Voda) |        |
| 7  | Asta Seara Vreau Sa Beau (cu Voda)       |        |
| 8  | Te Iubesc Asa De Mult (cu Voda)          |        |
| 9  | Maine Este Sarbatoare (cu Voda)          |        |
| 10 | Ai Ochii Verzi Ca Iarba (cu Voda)        |        |

1. ↑  Ghenț, Marius (28 octombrie 2015). „Cele mai bune albume RACLA, comentate de Rimaru”. Vice. Accesat în 21 mai 2024.